# سازوی سخت
سازوی سخت، سازوی قدبلند (نام علمی: Juncus rigidus) نام یک گونه از سرده سازو است.